# 라 알무데나역
라 알무데나 역(스페인어: La Almudena)은 마드리드 지하철 2호선의 역이다. 마드리드 시우다드리네알 구의 아리가 거리와 프란시스코 라르고 카바예로 거리에 걸쳐 있다. 요금구역상으로는 A구역에 속한다.
알무데나라는 역명은 역 근처에 있는 알무데나 공동묘지에서 따온 것이다.

## 역사
2007년 2호선 라스 로사스 연장 계획에 따라 2008년 12월부터 시공하였다. 약 30개월 간의 공사기간 끝에 2011년 3월 16일 2호선의 라 엘리파 - 라스 로사스 연장구간 개통과 함께 영업에 들어갔다.

## 환승 정보
역 주변에 시내버스 정류장이 있으며 주간노선인 106, 109번 노선과 야간노선인 N7번 노선이 다닌다.
| 마드리드 지하철      | 마드리드 지하철       | 마드리드 지하철           |
| -------------------- | --------------------- | ------------------------- |
| 알사시아 라스 로사스 | 마드리드 지하철 2호선 | 라 엘리파 콰트로 카미노스 |